# 532 aC

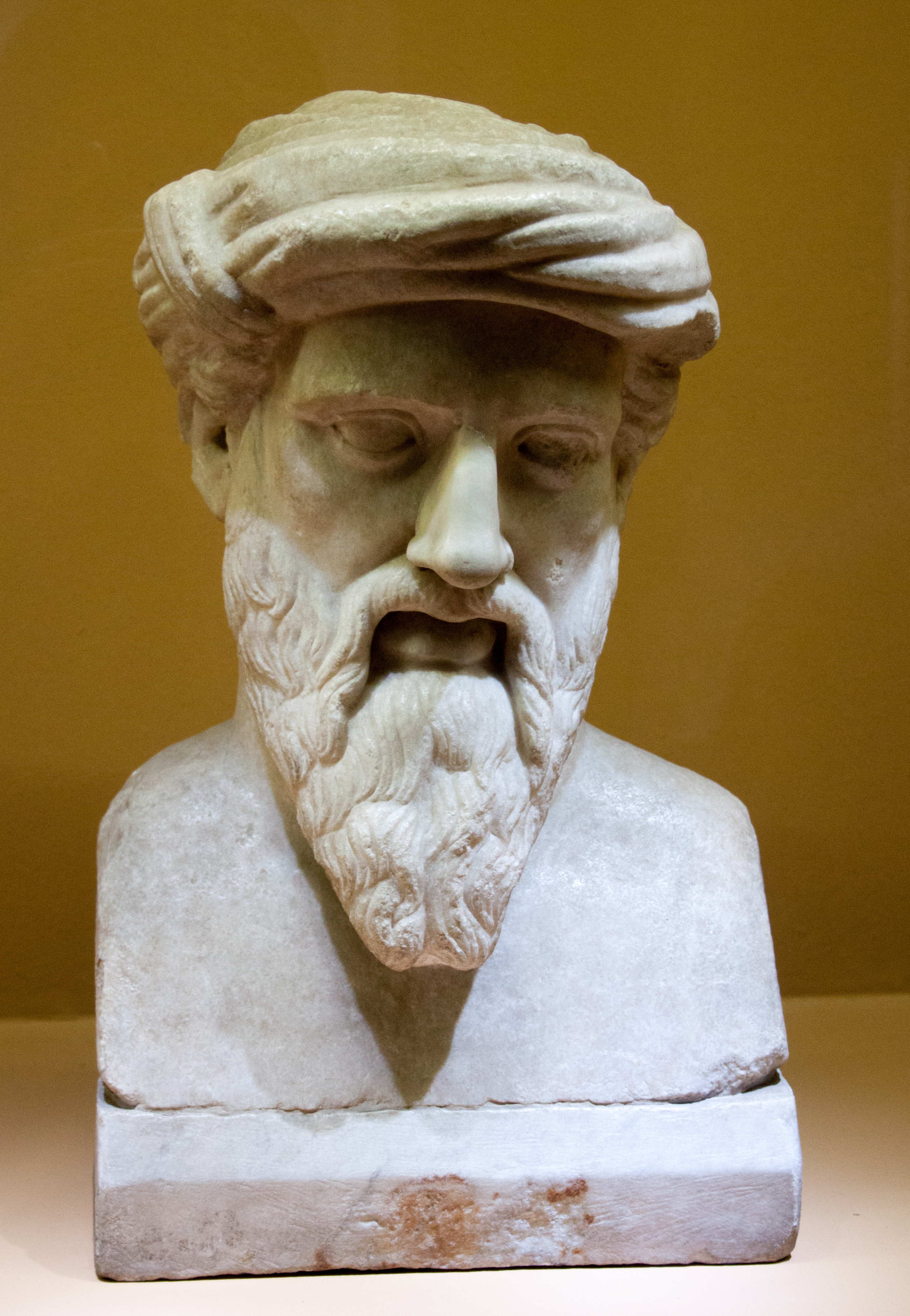
Còpia romana d'un bust grec de Pitàgores al Colisseu de Roma

L'any 532 aC es un any del calendari gregorià. En l'Imperi Romà havia estat conegut com l'any 222 Ab urbe condita. La denominació de 532 aC per aquest any ha estat utilitzada des de principis de l'edat mitjana, quan es va establir l'era del calendari de l'Anno Domini per denominar els anys.

## Esdeveniments
- Pitàgores arriba a la colònia grega de Crotona a la Magna Grècia i funda l'escola de filosofia dels Pitagòrics (data aproximada).[1]

## Necrològiques
- El duc ping de Jin, governant de l'Estat de Jin mor.[2][3]